# AlphaTauri AT04
Der AlphaTauri AT04 ist der Formel-1-Rennwagen von AlphaTauri für die Formel-1-Weltmeisterschaft 2023. Er ist der 18. Formel-1-Wagen des Teams, seit es sich im Besitz von Red Bull befindet und der vierte, der unter der Bezeichnung AlphaTauri gemeldet ist. Er wurde am 12. Februar 2023 in New York im Rahmen der Fashion Week präsentiert.

## Technik und Entwicklung
Wie alle Formel-1-Fahrzeuge des Jahres 2023 ist der AT04 ein hinterradangetriebener Monoposto mit einem Monocoque aus kohlenstofffaserverstärktem Kunststoff (CFK). Außer dem Monocoque bestehen auch viele weitere Teile des Fahrzeugs, darunter die Karosserieteile und das Lenkrad aus CFK. Auch die Bremsscheiben sind aus einem mit Kohlenstofffasern verstärkten Verbundwerkstoff.
Der AT04 ist das Nachfolgemodell des AlphaTauri AT03. Da das technische Reglement zur Saison 2023 weitgehend stabil blieb, ist das Fahrzeug größtenteils eine Weiterentwicklung.

### Motor und Getriebe
Der AT04 hat einen 1,6-Liter-V6-Motor von Honda, der 805 kW (1100 PS) bei 15.000/min leistet. Dieser Motor ist ein turbogeladener Mittelmotor. Zusätzlich hat das Fahrzeug einen 120 kW starken Elektromotor, es ist also ein Hybridelektrokraftfahrzeug. Die Entwicklung der Antriebe ist seit Saisonstart 2022 für drei Jahre eingefroren werden, da die neue Generation aus Kostengründen erst für 2026 eingeführt werden soll. Die Kraft überträgt ein sequentielles, mit Schaltwippen betätigtes Achtganggetriebe (+ Rückwärtsgang) von Red Bull Racing. Das Fahrzeug hat nur zwei Pedale, ein Gaspedal (rechts) und ein Bremspedal (links). Genau wie viele andere Funktionen wird die Kupplung, die nur beim Anfahren aus dem Stand verwendet wird, über einen Hebel am Lenkrad bedient.

### Reifen
Der Wagen ist auch in diesem Jahr mit den neu entwickelten Reifen, 305 mm breite Vorderreifen und 405 mm breite Hinterreifen, des Einheitslieferanten Pirelli ausgestattet, die auf 18-Zoll-Rädern montiert sind. Pirelli stellt neben den neuen P-Zero-Slick-Reifen auch Cinturato Intermediates und Full-Wets für Nässe zur Verfügung.

### Aerodynamik
Der AT04 hat, wie alle Formel-1-Fahrzeuge seit 2011, ein Drag Reduction System (DRS), das durch Flachstellen eines Teils des Heckflügels den Luftwiderstand des Fahrzeugs auf den Geraden dann verringert, wenn es eingesetzt werden darf. Auch das DRS wird mit einem Schalter am Lenkrad des Wagens aktiviert. Der Ground effect wird durch zwei Tunnel erzeugt, die einen großen Teil des Anpressdrucks über den Unterboden bewirkt. Im Laufe der Saison werden gelegentlich Updates der Front- und Heckflügel entwickelt und eingesetzt. Die FIA ist dabei stets auf der Suche nach Verstößen und versucht diese mit Nachjustierung im Regelwerk zu unterbinden.

### Halo
Der AT04 ist mit dem Halo für zusätzlichen Schutz des Kopfes der Fahrer ausgestattet. Der Überrollbügel wurde für die Saison 2023 weiter verstärkt.

## Lackierung und Sponsoring
Der AT04 ist überwiegend in Weiß und Dunkelblau gehalten und hat einige rote Akzente an den Bargeboards, dem Halo und dem Heckflügel vom Sponsor PKN Orlen. Auf der Motorabdeckung ist der stilisierte Bulle auf weißem Untergrund blau abgesetzt.
Neben Red Bull (mit der Modemarke AlphaTauri.Fashion) werben die Software-Hersteller RapidAPI und Epicor, Logistikunternehmen Flexbox, HRC, Ravenol und Pirelli auf dem Fahrzeug.

## Fahrer
AlphaTauri tritt in der Saison 2023 mit den Fahrern Yuki Tsunoda und Nyck de Vries an. Tsunoda bestreitet seine dritte Saison für das Team, De Vries debütiert in der Formel-1-Weltmeisterschaft und ersetzt Pierre Gasly.
Am 11. Juli wurde bekannt gegeben, dass de Vries ab dem Großen Preis von Ungarn 2023 das Team verlässt, Daniel Ricciardo sollte sein Cockpit für den Rest der Saison übernehmen.
Da sich Ricciardo im zweiten freien Training beim Großen Preis der Niederlande 2023 das Handgelenk brach wird er bis zu seiner Genesung von Liam Lawson vertreten. Lawson ist damit der elfte Neuseeländer, welcher an einem Formel-1-Rennen teilgenommen hat.

## Ergebnisse

### Vereinfachte Darstellung
| Fahrer       | Nr.        | 1  | 2  | 3    | 4   | 5  | 6  | 7  | 8  | 9  | 10 | 11 | 12 | 13 | 14 | 15  | 16  | 17  | 18  | 19 | 20 | 21 | 22  | 23 | Punkte | Rang |
| ------------ | ---------- | -- | -- | ---- | --- | -- | -- | -- | -- | -- | -- | -- | -- | -- | -- | --- | --- | --- | --- | -- | -- | -- | --- | -- | ------ | ---- |
| F1 WM 2023   | F1 WM 2023 |    |    |      |     |    |    |    |    |    |    |    |    |    |    |     |     |     |     |    |    |    |     |    | 25     | 8.   |
| Y. Tsunoda   | 22         | 11 | 11 | 10   | DNF | 10 | 11 | C  | 15 | 12 | 14 | 19 | 18 | 10 | 15 | DNS | DNF | 11  | 14  | 8  | 12 | 96 | 18* | 8  | 25     | 8.   |
| N. de Vries  | 21         | 14 | 14 | *15* | DNF | 18 | C  | 12 | 14 | 18 | 17 | 17 |    |    |    |     |     |     |     |    |    |    |     |    | 25     | 8.   |
| L. Lawson    | 40         |    |    |      |     |    |    |    |    |    |    |    |    |    | 13 | 11  | 9   | 11  | 17  |    |    |    |     |    | 25     | 8.   |
| D. Ricciardo | 3          |    |    |      |     |    |    |    |    |    |    |    | 13 | 16 | PO | INJ | INJ | INJ | INJ | 15 | 7  | 13 | 14  | 11 | 25     | 8.   |

| Legende  | Legende            | Legende                                                          |
| Farbe    | Abkürzung          | Bedeutung                                                        |
| -------- | ------------------ | ---------------------------------------------------------------- |
| Gold     | –                  | Sieg                                                             |
| Silber   | –                  | 2. Platz                                                         |
| Bronze   | –                  | 3. Platz                                                         |
| Grün     | –                  | Platzierung in den Punkten                                       |
| Blau     | –                  | Klassifiziert außerhalb der Punkteränge                          |
| Violett  | DNF                | Rennen nicht beendet (did not finish)                            |
| Violett  | NC                 | nicht klassifiziert (not classified)                             |
| Rot      | DNQ                | nicht qualifiziert (did not qualify)                             |
| Rot      | DNPQ               | in Vorqualifikation gescheitert (did not pre-qualify)            |
| Schwarz  | DSQ                | disqualifiziert (disqualified)                                   |
| Weiß     | DNS                | nicht am Start (did not start)                                   |
| Weiß     | WD                 | zurückgezogen (withdrawn)                                        |
| Hellblau | PO                 | nur am Training teilgenommen (practiced only)                    |
| Hellblau | TD                 | Freitags-Testfahrer (test driver)                                |
| ohne     | DNP                | nicht am Training teilgenommen (did not practice)                |
| ohne     | INJ                | verletzt oder krank (injured)                                    |
| ohne     | EX                 | ausgeschlossen (excluded)                                        |
| ohne     | DNA                | nicht erschienen (did not arrive)                                |
| ohne     | C                  | Rennen abgesagt (cancelled)                                      |
| ohne     | keine WM-Teilnahme |                                                                  |
| sonstige | P/fett             | Pole-Position                                                    |
| sonstige | 1/2/3/4/5/6/7/8    | Punktplatzierung im Sprint-/Qualifikationsrennen                 |
| sonstige | SR/kursiv          | Schnellste Rennrunde                                             |
| sonstige | *                  | nicht im Ziel, aufgrund der zurückgelegten Distanz aber gewertet |
| sonstige | ()                 | Streichresultate                                                 |
| sonstige | unterstrichen      | Führender in der Gesamtwertung                                   |

### Detaillierte Darstellung inkl. Sprintrennen (SPR) und Hauptrennen (HAU)
| Pos                             | Fahrer       | Nr  | 1   | 2   | 3    | 4   | 4   | 5   | 6   | 7   | 8   | 9  | 10 | 10 | 11 | 12 | 13 | 13 | 14 | 15  | 16  | 17  | 18  | 18  | 19 | 19 | 20 | 21 | 21 | 22   | 23 | Punkte |
| ------------------------------- | ------------ | --- | --- | --- | ---- | --- | --- | --- | --- | --- | --- | -- | -- | -- | -- | -- | -- | -- | -- | --- | --- | --- | --- | --- | -- | -- | -- | -- | -- | ---- | -- | ------ |
| Formel-1 Weltmeisterschaft 2023 |              |     |     |     |      |     |     |     |     |     |     |    |    |    |    |    |    |    |    |     |     |     |     |     |    |    |    |    |    |      |    |        |
| SPR                             | HAU          | SPR | HAU | SPR | HAU  | SPR | HAU | SPR | HAU | SPR | HAU |    |    |    |    |    |    |    |    |     |     |     |     |     |    |    |    |    |    |      |    |        |
| 14.                             | Y. Tsunoda   | 22  | 11  | 11  | 10   | DNF | 10  | 11  | C   | 15  | 12  | 14 | 16 | 19 | 16 | 15 | 18 | 10 | 15 | DNS | DNF | 12  | 11  | 15  | 14 | 8  | 12 | 6  | 9  | *18* | 8  | 17     |
| 20.                             | L. Lawson    | 40  |     |     |      |     |     |     |     |     |     |    |    |    |    |    |    |    | 13 | 11  | 9   | 11  | DNF | 17  |    |    |    |    |    |      |    | 2      |
| 22.                             | N. de Vries  | 21  | 14  | 14  | *15* | 14  | DNF | 18  | C   | 12  | 14  | 18 | 17 | 17 | 17 |    |    |    |    |     |     |     |     |     |    |    |    |    |    |      |    | 0      |
| 17.                             | D. Ricciardo | 3   |     |     |      |     |     |     |     |     |     |    |    |    |    | 13 | 10 | 16 | PO | INJ | INJ | INJ | INJ | INJ | 12 | 15 | 7  | 9  | 13 | 14   | 11 | 6      |

| Legende  | Legende            | Legende                                                          |
| Farbe    | Abkürzung          | Bedeutung                                                        |
| -------- | ------------------ | ---------------------------------------------------------------- |
| Gold     | –                  | Sieg                                                             |
| Silber   | –                  | 2. Platz                                                         |
| Bronze   | –                  | 3. Platz                                                         |
| Grün     | –                  | Platzierung in den Punkten                                       |
| Blau     | –                  | Klassifiziert außerhalb der Punkteränge                          |
| Violett  | DNF                | Rennen nicht beendet (did not finish)                            |
| Violett  | NC                 | nicht klassifiziert (not classified)                             |
| Rot      | DNQ                | nicht qualifiziert (did not qualify)                             |
| Rot      | DNPQ               | in Vorqualifikation gescheitert (did not pre-qualify)            |
| Schwarz  | DSQ                | disqualifiziert (disqualified)                                   |
| Weiß     | DNS                | nicht am Start (did not start)                                   |
| Weiß     | WD                 | zurückgezogen (withdrawn)                                        |
| Hellblau | PO                 | nur am Training teilgenommen (practiced only)                    |
| Hellblau | TD                 | Freitags-Testfahrer (test driver)                                |
| ohne     | DNP                | nicht am Training teilgenommen (did not practice)                |
| ohne     | INJ                | verletzt oder krank (injured)                                    |
| ohne     | EX                 | ausgeschlossen (excluded)                                        |
| ohne     | DNA                | nicht erschienen (did not arrive)                                |
| ohne     | C                  | Rennen abgesagt (cancelled)                                      |
| ohne     | keine WM-Teilnahme |                                                                  |
| sonstige | P/fett             | Pole-Position                                                    |
| sonstige | 1/2/3/4/5/6/7/8    | Punktplatzierung im Sprint-/Qualifikationsrennen                 |
| sonstige | SR/kursiv          | Schnellste Rennrunde                                             |
| sonstige | *                  | nicht im Ziel, aufgrund der zurückgelegten Distanz aber gewertet |
| sonstige | ()                 | Streichresultate                                                 |
| sonstige | unterstrichen      | Führender in der Gesamtwertung                                   |